# Magali Dinon
Magali Dinon, née le 23 novembre 1996, est une footballeuse belge évoluant au poste de défenseur.

## Palmarès
Avec le Standard de Liège
- Championne de Belgique en 2017
- Championne de Belgique D1 en 2016
- Championne de Belgique D2 en 2013